# SANEF

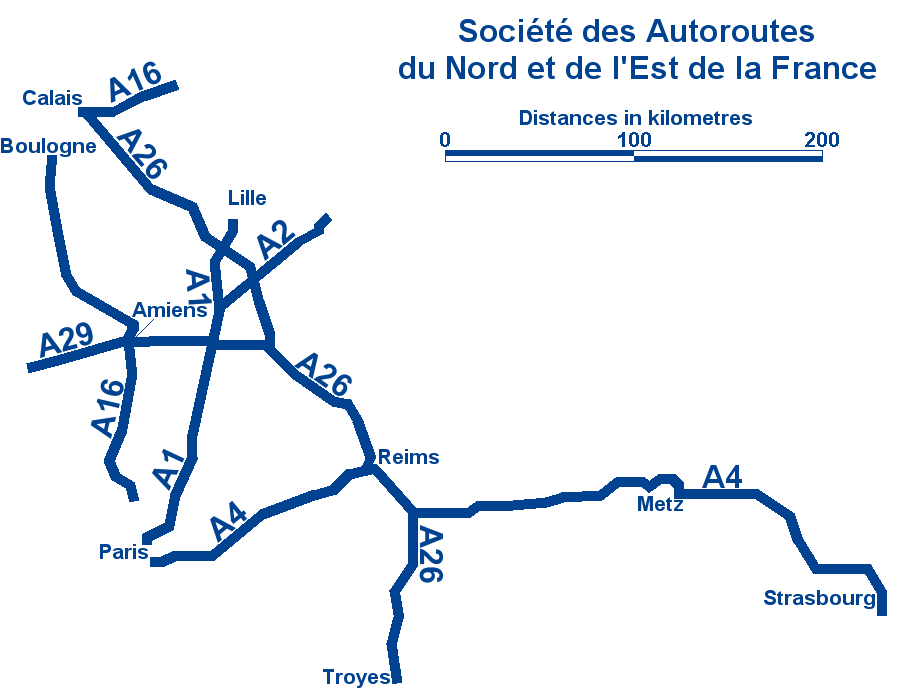
Das Netz der SANEF

SANEF (Société des autoroutes du Nord et de lEst de la France) ist ein französisches Unternehmen mit Sitz in Issy-les-Moulineaux, Département Hauts-de-Seine, das die Autobahnen im Nordosten Frankreichs bewirtschaftet. Sie ist die Tochtergesellschaft der spanischen Abertis-Gruppe.
2023 erwirtschafteten über 2.200 Mitarbeiter einen Umsatz von 1,992 Mrd. Euro.

## Das Netz der SANEF

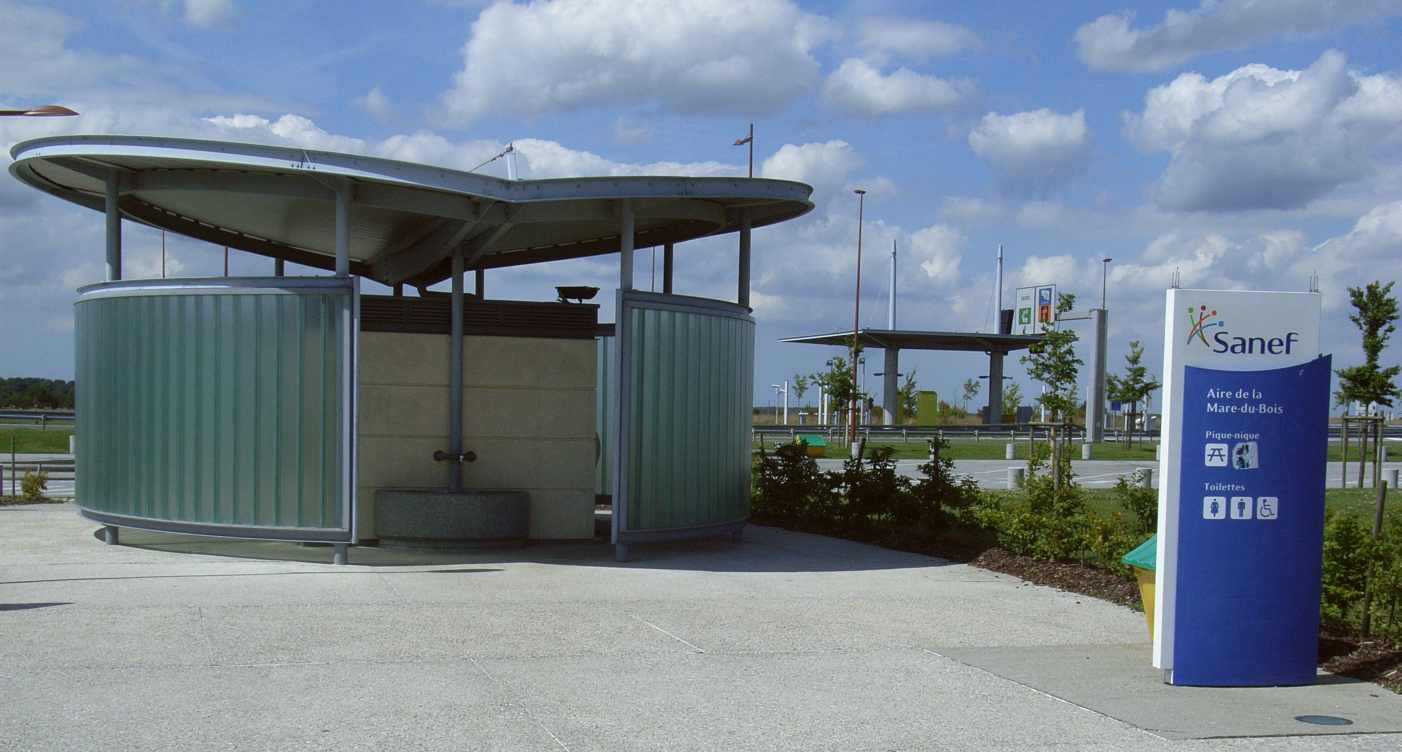
Rastplatz an der A2 mit Toilettenhaus

Das Netz der SANEF hat eine Gesamtlänge von 1.807 km. Es ist somit längenmäßig das drittgrößte aller französischen Autobahngesellschaften nach Vinci Autoroutes und Autoroutes Paris-Rhin-Rhône.
SANEF betreibt folgende Autobahnen:
- der A 1 (Paris – Lille)
- der A 2 (A1 (Peronne) – Valenciennes – Brüssel, in Belgien weiter als A7)
- der A 4 (Paris – Straßburg)
- der A 16 von Boulogne-sur-Mer bis Nord de Paris
- der A 26 von Calais bis Troyes-Nord.

Außerdem ist die „Société des Autoroutes Paris-Normandie“ (Sapn) eine Teilgesellschaft der SANEF. Die Sapn betreibt folgende Autobahnen:
- die A 13 (Paris – Caen)
- die A 14
- die A 29 (Neufchâtel-en-Bray – Saint-Quentin über Amiens)
- die A 65 (Pau – Langon)
- die A 150 (Rouen – Yvetot)
- den nördlichen Abschnitt der Ringautobahn um Lyon (Boulevard Périphérique Nord de Lyon (BPNL))

## Privatisierung
Am 14. Dezember 2005 beschloss die französische Regierung den Verkauf der SANEF an die spanische Abertis-Gruppe.
Die tatsächliche Übergabe fand am 3. Februar 2006 statt.

## Verkehrsfunk
Die SANEF betreibt einen eigenen Radiosender ("Radio sanef 107.7"), der 24 Stunden lang über das Wetter, den Verkehr, die Region und die aktuellen Nachrichten berichtet. Die gespielte Musik stammt größtenteils aus den 80er-Jahren und den heutigen Charts. An der Aktualität der Meldungen sind über 1000 Sicherheitsbeauftragte, 25 Verkehrsaufklärer und 13 Moderatoren des Senders beteiligt.